# Jan Fießer
Jan Fießer (Heidelberg, 2 januari 1987) is een Duits voormalig voetballer die als middenvelder speelde. Nadien werd hij trainer.

## Loopbaan
Fießer speelde in zijn loopbaan als middenvelder vooral in de Regionalliga en in de 3. Liga. Met SV Sandhausen promoveerde hij in 2012 naar de 2. Bundesliga en op dat niveau speelde hij ook bij Arminia Bielefeld. Bij 1. FC Saarbrücken werd hij aanvoerder. In 2006 speelde hij tweemaal voor het Duits voetbalelftal onder 19.
Hij werd jeugdtrainer bij Eintracht Frankfurt. In 2020 werd Fießer door Thomas Letsch als assistent naar Vitesse in Nederland gehaald. Eind september 2022 ging hij met Letsch mee naar VfL Bochum.